# Kodigehalli, Gubbi
Kodigehalli là một làng thuộc tehsil Gubbi, huyện Tumkur, bang Karnataka, Ấn Độ.